# Oxiemästaren

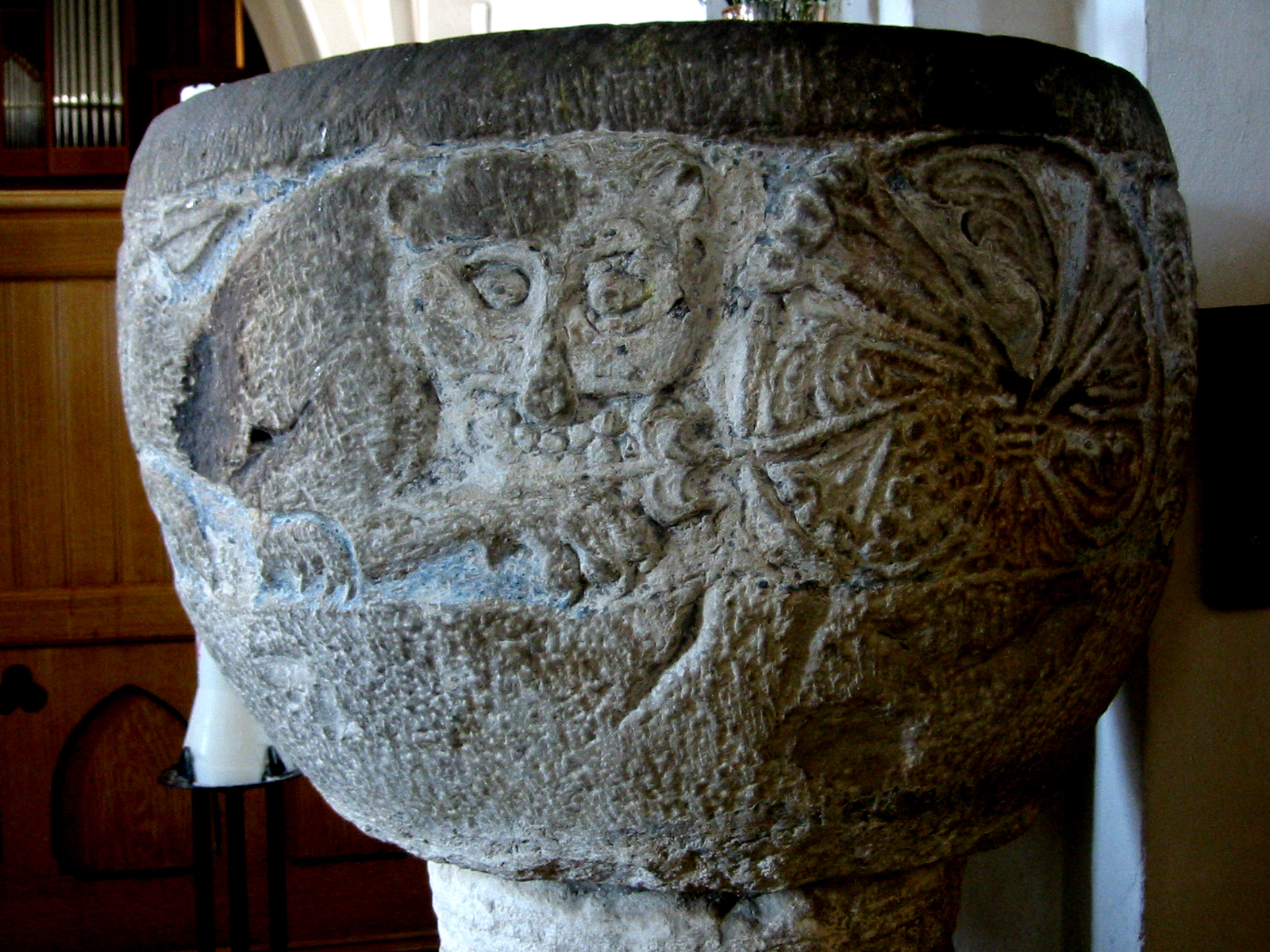
Dopfunten i Oxie kyrka.

Oxiemästaren kallas den anonyme skånske stenmästare som var verksam på Söderslätt vid mitten av 1100-talet. 

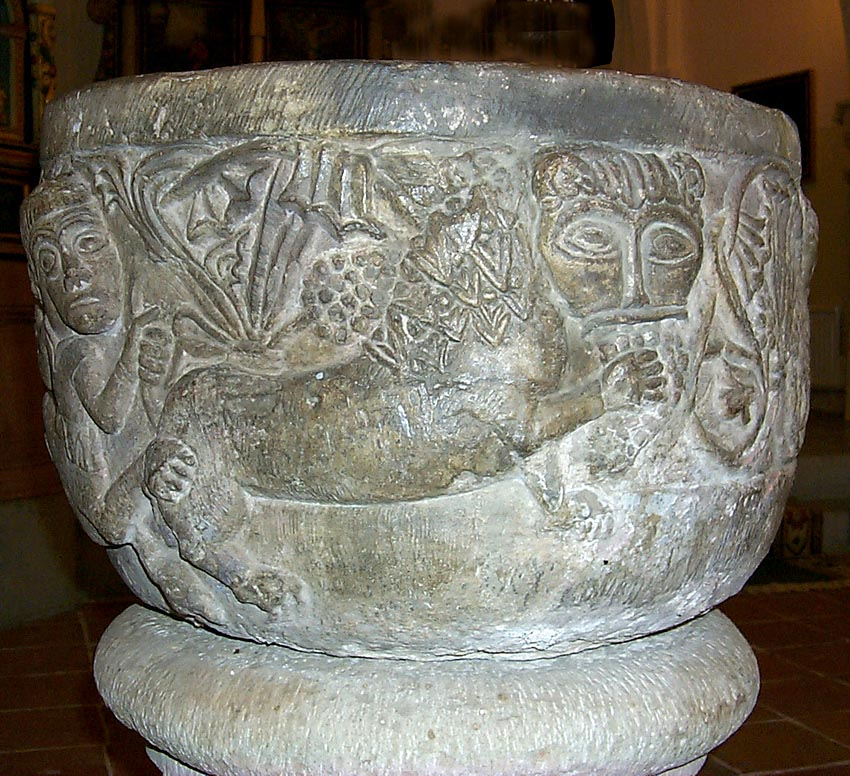
Dopfunten i Glostorp kyrka.

## Oxiemästarens produktion
Konsthistorikern Monica Rydbeck namngav 1936 denne stenmästare till "Oxiemästaren". Namnet fick han efter den vackert huggna dopfunten och den välbevarade sydportalen i Oxie kyrka. Mästarens stenskulpturer har klara förebilder i Mårten stenmästares produktion men de skiljer sig ändå så markant att det inte kan ha varit frågan om en och samma person. Konsthistoriskt räknas Oxiemästaren vara en elev till Mårten stenmästare.
Ett alldeles speciellt motiv som kännetecknar Oxiemästaren är lejonet som äter vindruvor. På dopfuntar av mästarens hand finns detta lejon skulpterat, oftast i dominant storlek i förhållande till eventuellt andra motiv på funtarna. I Oxie kyrka sitter tre lejon med stora huvuden på funtens cuppa. Två äter var sin vindruvsklase medan det tredje håller klasen i sin tass. I Glostorp kyrka är lejonet smäckert utformat, jagat av en kentaur, ett fyrfotadjur med människokropp. Ett vindruvsätande lejon finns också på dopfunten i Västra Vemmerlöv kyrka. Förutom lejonen finns på Oxiemästarens funtar motivet med akantuspalmetter. Oftast är dock dessa lätta att skilja från samma motiv på Mårtens dopfuntar genom att de är mera asymmetriska och ”slarvigt” utförda. 
Oxiemästaren har även huggit portalomfattningar med lejonfigurer. I Oxie kyrka finns två lejon i sydportalen. Det östra av dessa rovdjur äter vindruvor, det västra äter på ett hornprytt djur, en vädur. Dessa portalskulpturer är ett tydligt bevis på att Oxiemästaren varit verksam i samband med själva stenkyrkobyggandet, inte enbart i samband med prydandet av lösa inredningsdetaljer av typen dopfuntar. Ett liknande, vindruvsätande portallejon av hans hand återfinns i Stora Hammars gamla kyrka. 

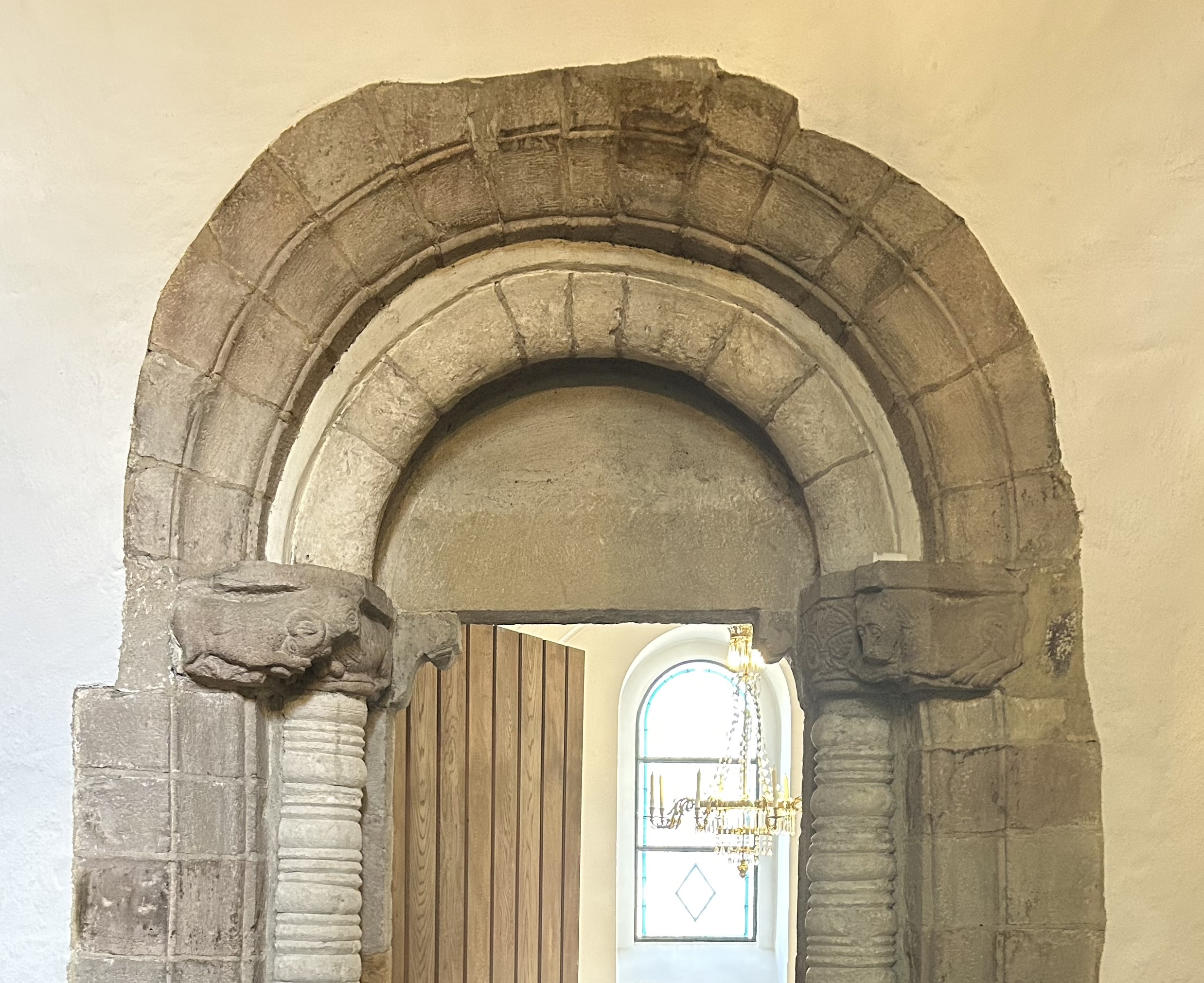
Sydportalen i Oxie kyra

De medeltida kyrkorna i Tygelsjö och Västra Klagstorp i nuvarande södra Malmö är sedan länge rivna men rester efter portalernas kritstenslejon finns bevarade. Tyvärr är dessa hårt skadade men med stor sannolikhet står man också här inför Oxiemästarens hand. I Tygelsjö är det östra portallejonet bevarat. Lejonet håller här på att äta upp ett fångat djur. Man kan svagt urskilja vädurens horn. I Västra Klagstorp håller det östra portallejonet något mellan sina framtassar. Trots att skulpturen är svårt vittrad är det med stor sannolikhet en vindruvsklase som utgör måltiden. Det västra lejonets hela långsida är svårt skadat men kortsidan avslöjar att rovdjuret här har fångat ett djur med troligtvis horn. Återigen är alltså offret en vädur.
I Stora Hammars gamla kyrka finns även mästarens dopfunt bevarad. Denna bär endast akantuspalmetter – inga lejon. Oxiemästaren har alltså även tillverkat funtar enbart med växtmotiv. Beviset finns här i Stora Hammar, en kyrka som således är en viktig pusselbit i vår kunskap om den äldsta skånska stenhuggarkonsten. Kanske har funtarna med enbart växtornamentiken från början haft lejon på sina underreden, d.v.s. de delar som burit upp själva cuppan. Dessa underdelar saknas nämligen för det mesta på Oxiemästarens funtar. I Stora Hammar gamla kyrka har man till exempel ersatt underdelen med en rundhuggen stenbas. I Oxie kyrka har man som underrede till dopfunten sekundärt satt in ett med vulster profilerat, runt kritstensblock.

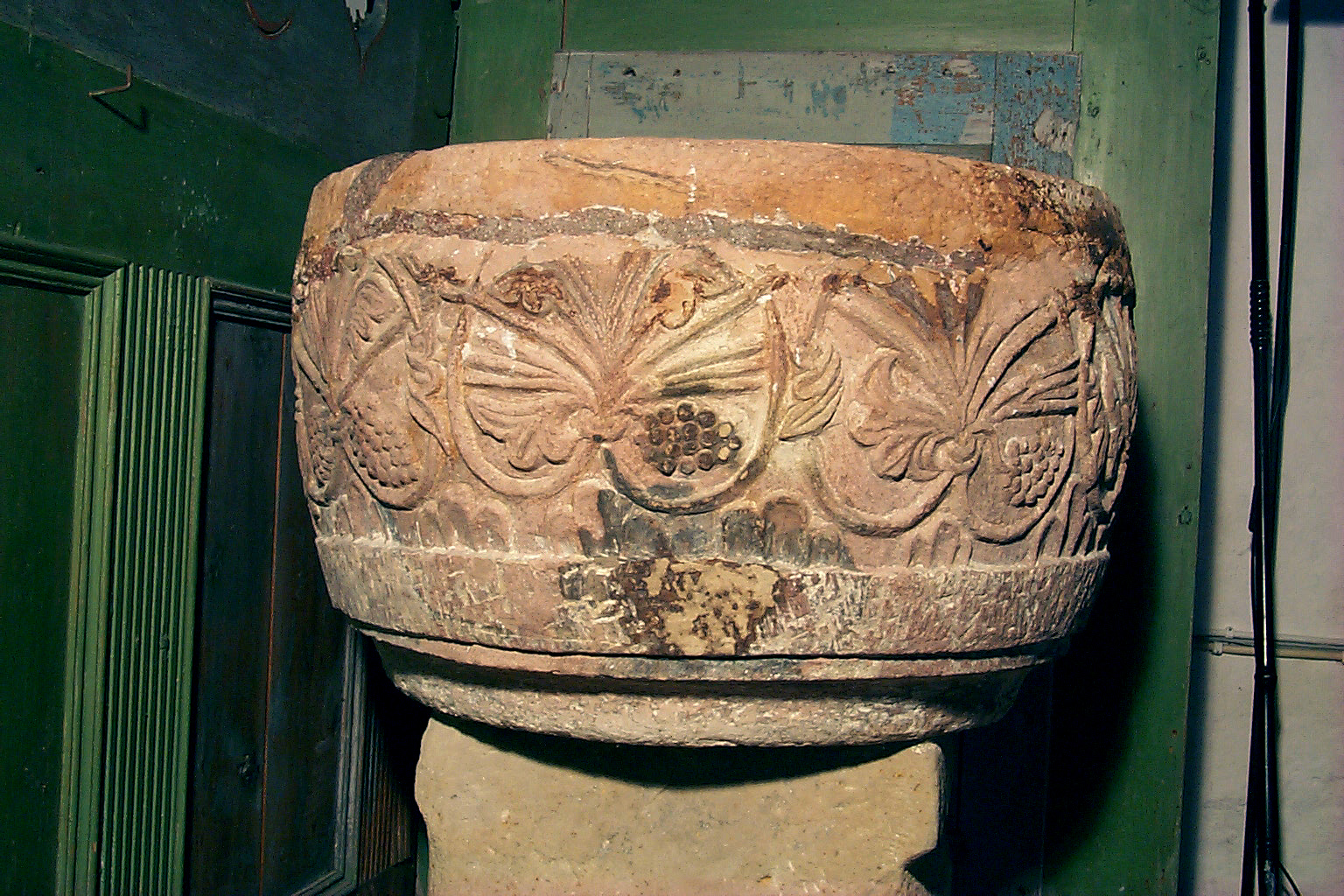
Dopfunten i Stora Hammars gamla kyrka.

## Oxiemästarens verkstad
Var har Oxiemästaren haft sin verkstad? Sydportalen i Oxie kyrka avslöjar att han rimligtvis måste ha haft en verkstad på en specifik plats – han har inte flyttat mellan olika byggobjekt. I portalen har nämligen använts till synes fyra olika stensorter. Detta har fordrat att mästaren haft tillgång till ett större varulager med stenråmaterial från många, geografiskt spridda stenbrott. 
Oxiemästaren har ofta använt sig av den vita kritstenen. Kritsten bröts under 1100-talet på Stevns klint på Själland. Det äldsta stenkapellet i Skanör, från 1100-talets senare del, är byggt av material från just detta område. Absalons borg i Köpenhamn från 1160-talet är också ett exempel på ett stort kritstensbygge med material från Stevn. En väsentlig råvara till Oxiemästarens verkstad kan således ha kommit sjövägen över Öresund. Tänkbara landningsplatser för Söderslätt har varit Trelleborg, Foteviken, Pile och Hyllieområdet. Kanske är det i något av dessa områden som verkstaden en gång funnits.

## Dateringen
Vad gäller dateringen av Oxiemästarens verksamhetstid har man tidigare inte haft några fasta årtal att knyta upp den på. Utifrån konsthistoriska aspekter har Monica Rydbeck ansett att Oxiemästaren utgått från Mårten stenmästares skola. Monica Rudbeck definierar på följande sätt särdragen mellan de två: 
”Denne lärjunge, som visserligen i huvudsak arbetat efter det av Mårten stenhuggare komponerade funtschemat och vars skulpturer vittna om en tämligen odisciplinerad teknik och en mindre utvecklad känsla för symmetri och jämvikt än hos Mårten, saknade dock icke självständig begåvning och fantasi.” 
Förebilder för Oxiemästaren finner Monica Rydbeck i de för Mårten stenmästares kännetecknande kattlika lejonhuvud som finns i domkyrkans norra tvärskeppskapells fönster, vid dess ingången till ärkebiskopens sakristia och vid basen till den nordöstra kapellomfattningen.
Genom en dendrodatering, utförd på uppdrag av Fotevikens Museum, av det ursprungliga trävirket till Stora Hammars gamla kyrka har Oxiemästaren kunnat ges en absolut datering. Kyrkan stod färdigbyggd i perioden 1151 - 1155. För första gången har det härmed lyckats att ge en absolut datering av en av de tidiga skånska stenmästarnas verksamheter. Resultatet har blivit att  Oxiemästarens verksamhet har fått skjutas tillbaka ett antal decennier jämfört med vad man tidigare antagit. Därav följer att också Mårten stenmästare har utfört sina arbeten tidigare, troligtvis under slutfasen av domkyrkobyggandet i Lund. Domkyrkan invigdes 1145.